# MBDA Meteor
MBDA Meteor — управляемая ракета класса «воздух-воздух» большой дальности, оснащенная активной радиолокационной ГСН. Ракета оснащается маршевым прямоточным воздушно-реактивным двигателем, что позволяет поддерживать высокую скорость полёта на всей траектории, но также увеличивает ИК заметность ракетной атаки.
Ракета Meteor разрабатывается MBDA с 1997 года для ВВС Франции, Великобритании, Швеции, ФРГ, Испании и Италии. 
Дальность пуска ракеты составляет: 60км максимальная эффективность, 110 км средняя эффективность, 200 км максимальная дальность полета. 
ВВС Швеции стали первыми, принявшими на вооружение Meteor. Ракета достигла операционной готовности 11 июля 2016 года. Meteor были интегрирована с истребителем Saab JAS-39 Gripen в рамках стандарта MS20. Тем самым Gripen стал первым истребителем в мире, на вооружение которого стоит Meteor.
Meteor также находится на этапе интеграции с истребителями Dassault Rafale и Eurofighter Typhoon. Первый пуск реальной ракеты французскими ВВС состоялся 30 апреля 2015 года в рамках разработки модификации F3-R истребителя Rafale. Постановка на вооружение новой ракеты напрямую связана с установкой на истребители РЛС с АФАР RBE2, которой уже оснащаются серийные Rafale. Первые Meteor должны поступить на вооружение ВВС и ВМС Франции в 2018 году. Ракета станет стандартной комплектацией истребителя Typhoon начиная с модификации P2E.

## Тактико-технические характеристики
- Дальность полета: 100 км[2] По оценкам, баллистическая дальность ракеты составляет 250-300 км.
- Скорость: более 4 М
- Длина: 3,67 м
- Диаметр: 178 мм
- Масса: 190 кг
- Система наведения: ИНС + радиокоррекция + АРГСН
- Боевая часть: осколочно-фугасная
- Двигательная установка (Bayern Chemie / Германия) комбинированная с интегральной компоновкой, состоит из маршевого прямоточного воздушно-реактивного двигателя (ПВРД) с регулируемой тягой и стартового ускорителя, которые размещаются в едином корпусе. Стартовый ускоритель оснащен зарядом малодымного смесевого топлива и после отделения ракеты от самолета-носителя обеспечивает ее разгон до скорости запуска маршевого ПВРД. ПВРД позволяет ракете развивать максимальную скорость на конечном участке траектории, тогда как обычные ракеты с РДТТ теряют энергетику на этом участке. Согласно сообщениям MBDA, эта ракета благодаря прямоточному двигателю в 3-6 раз превосходит по кинематике существующие ракеты воздушного боя, в том числе AIM-120.
- Боевая часть осколочно-фугасная массой 25 кг, оснащается радиолокационным неконтактным и контактным взрывателями (Saab Bofors Dynamics / Швеция)

## Сравнительная характеристика
| Ракета      | Изображение | Год  | Дальность, км | Скорость, число М | Длина, м | Диаметр, м | Размах крыла, м | Размах рулей, м | Масса, кг | Масса БЧ, кг | Тип БЧ     | Тип двигателя | Тип наведения  |
| ----------- | ----------- | ---- | ------------- | ----------------- | -------- | ---------- | --------------- | --------------- | --------- | ------------ | ---------- | ------------- | -------------- |
| AIM-7F      |             | 1975 | 70            | 4М                | 3,66     | 0,203      | 1,02            | 0,81            | 231       | 39           | ОФ         | РДТТ          | ПАР ГСН        |
| AIM-54C     |             | 1986 | 184           | 5М                | 4,01     | 0,38       | 0,925           | 0,925           | 462       | 60           | ОФ         | РДТТ          | ИНС+РК+АРЛ ГСН |
| AIM-120A    |             | 1991 | 50-70         | 4М                | 3,66     | 0,178      | 0,533           | 0,635           | 157       | 23           | ОФ         | РДТТ          | ИНС+РК+АРЛ ГСН |
| AIM-120C-7  |             | 2006 | 120           | 4М                | 3,66     | 0,178      | 0,445           | 0,447           | 161,5     | 20,5         | ОФ         | РДТТ          | ИНС+РК+АРЛ ГСН |
| MICA-IR     |             | 1998 | 50            | 4М                | 3,1      | 0,16       |                 | 0,56            | 110       | 12           | ОФ         | РДТТ          | ИНС+РК+ТП ГСН  |
| MICA-EM     |             | 1999 | 50            | 4М                | 3,1      | 0,16       |                 | 0,56            | 110       | 12           | ОФ         | РДТТ          | ИНС+РК+АРЛ ГСН |
| Р-77        |             | 1994 | 100           | 4М                | 3,5      | 0,2        | 0,4             | 0,7             | 175       | 22           | стержневая | РДТТ          | ИНС+РК+АРЛ ГСН |
| PL-12       |             | 2007 | 100           | 4М                | 3,93     | 0,2        | 0,67            | 0,752           | 199       |              | ОФ         | РДТТ          | ИНС+РК+АРЛ ГСН |
| MBDA Meteor |             | 2013 | >100          | 4М                | 3,65     | 0,178      |                 |                 | 185       |              | ОФ         | ПВРД          | ИНС+РК+АРЛ ГСН |